# Stanley Donwood
Dan Rickwood (nascido em 29 de outubro de 1968), conhecido profissionalmente como Stanley Donwood, é um artista e escritor inglês. Desde 1994, ele criou todas as artworks para a banda de rock, Radiohead com seu vocalista, Thom Yorke, além de outros projetos do Yorke, incluindo Atoms for Peace e The Smile. Em 2002, a dupla ganhou um Grammy de Melhor Pacote de Gravação pelo álbum do Radiohead, Amnesiac (em 2001). Donwood também cria obras de arte para o Festival de Glastonbury e publicou livros de contos e um livro de memórias.

## Carreira
Rickwood usa o pseudônimo Stanley Donwood. Ele disse: "Gosto de separar a pessoa que sou em casa, lavando louça, aspirando, pegando as crianças na escola e assim por diante, de quem Stanley Donwood é." Ele descreveu as lojas de discos, com suas prateleiras de capas de álbuns, como sua introdução à arte.

### Radiohead
Donwood e o cantor do Radiohead, Thom Yorke, se conheceram como estudantes de arte na Universidade de Exeter. Donwood disse que suas primeiras impressões de Yorke foram de que ele era "Bocudo. Irritado. Alguém com quem eu poderia trabalhar." Yorke escreveu: "Eu o conheci no primeiro dia na faculdade de arte... Imaginei que ou acabaria não gostando nem um pouco dessa pessoa, ou trabalharia com ele pelo resto da minha vida."
Yorke pediu a Donwood para produzir a arte da capa do EP My Iron Lung do ano de 1994, do Radiohead. Donwood não era fã de rock e disse que aceitou o trabalho porque conhecia Yorke. Ele disse em 2015: "[Radiohead] não era minha praia. Agora eles viram o sentido e são muito mais electro. Eu gosto do material deles agora."
Donwood trabalhou com Yorke para criar a arte de todos os lançamentos e materiais promocionais do Radiohead desde então. Donwood trabalha como gravadora do Radiohead, permitindo que a música influencie a arte. Enquanto Donwood se descreveu como tendo uma tendência ao "detalhamento e ao perfeccionismo", ele disse que Yorke é "completamente oposto, foder tudo... Eu faço algo, então ele fode tudo, então eu fodo o que ele fez... e continuamos fazendo isso até ficarmos felizes com o resultado. É uma competição para ver quem 'ganha' a pintura, qual de nós toma posse dela de uma forma artística."
Em 2002, Donwood e Yorke ganharam um Grammy de Melhor Pacote de Gravação pela edição especial do álbum Amnesiac. Donwood contribuiu para o Kid A Mnesia Exhibition, um jogo com experiência interativa que foi lançado em 2021 com música e a artwork de Kid A (em 2000) e Amnesiac (em 2001). Ele também cria artes para os discos solo de Yorke e para as bandas de Yorke, Atoms for Peace e The Smile .

### Exposições
Em 2006, a exposição de Donwood, "London Views" consistiu numa série de 14 gravuras em linóleo de vários marcos de Londres destruídos por incêndios e inundações. As gravuras foram exibidas na Galeria Lazarides, em Londres. Uma das impressões foi usada como capa do primeiro álbum solo de Yorke, The Eraser (em 2006).
Em novembro de 2006, Donwood expôs as pinturas originais e outras obras de arte feitas por ele e Yorke para os álbuns do Radiohead, na Galeria Iguapop em Barcelona. Em maio de 2015, Donwood inaugurou uma exposição de obras de arte do Radiohead, The Panic Office, em Sydney, Austrália, para a qual Yorke compôs uma trilha sonora original. Em 2021, Donwood projetou uma bicicleta Brompton com tema Radiohead para ser leiloada pela instituição de caridade, Crew Nation.
Em outubro de 2021, Donwood e Yorke fizeram a curadoria de uma exposição de obras de arte do Radiohead na sede da Christie's em Londres. Donwood leiloou pinturas e outras obras de arte que ele criou para Kid A. Em setembro de 2023, Yorke e Donwood exibiram uma seleção de obras de arte, The Crow Flies, em Londres. As pinturas, baseadas em mapas piratas islâmicos e cartas topográficas militares dos EUA da década de 1960, começaram como trabalho para o primeiro álbum do Smile, A Light For Attracting Attention (em 2022).

### Escrita
Donwood publicou três coleções de contos: Slowly Downward: A Collection of Miserable Stories (em 2001), Household Worms (em 2011) e Bad Island (em 2020). Ele contribuiu com histórias para o The Universal Sigh, um jornal gratuito de edição única criado para promover o nono álbum do Radiohead, The King of Limbs . Em 2019, ele publicou um livro de memórias sobre seu trabalho, There Will Be No Quiet.

### Six Inch Records
No final de 2006, Donwood e Richard Lawrence lançaram uma gravadora independente, a Six Inch Records. A gravadora lançou três álbuns, com 333 cópias de cada. Os CDs eram embalados manualmente em capas de 15 centímetros quadrados. Todas as operações mecanizadas, impressão, corte e vincagem. Foram realizadas usando uma prensa de platina Heidelberg de 1965. Em 18 de fevereiro de 2009, Donwood anunciou que a Six Inch Records havia fechado.

### Outros trabalhos
Em 2006, Donwood começou a criar e vender grandes serigrafias . Em uma entrevista ao AllMusic, ele explicou isso como um esforço para se reconectar com o processo de impressão e como um meio de compartilhar sua arte em um formato maior do que as pequenas impressões de baixa qualidade na capa do álbum e na arte do encarte: "É uma maneira de obter imagens da maneira como elas devem ser vistas; não como litografia de quatro cores em papel barato, mas como verdadeiras obras de arte que têm um impacto visual muito maior." Donwood cria obras de arte para o Festival de Glastonbury.
Donwood criou capas de livros para o escritor de natureza Robert Macfarlane. Em 2021, ele colaborou com Macfarlane em uma edição dos poemas de Thomas Hardy publicada pela Folio Society. Donwood forneceu as ilustrações para os poemas selecionados e apresentados por Macfarlane. As ilustrações de Donwood foram exibidas na Jealous Gallery em Londres em 2021 e na Fine Foundation Gallery no Durlston Castle em Durlston Country Park em 2021.

## Links externos
- Website oficial do Stanley Donwood